# Citadella (Gozo)
De Cittadella (Maltees: iċ-Ċittadella), ook wel bekend als het Castello (Maltees: Il-Kastell), is de citadel van Victoria op het eiland Gozo, Malta. Het gebied is bewoond sinds de Bronstijd, en de site wordt beschouwd als de akropolis van de Punisch-Romeinse stad Gaulos of Glauconis Civitas. 
In de middeleeuwen werd de akropolis omgebouwd tot een burcht die diende als toevluchtsoord voor de bevolking van Gozo. In de 15e eeuw begon zich een buitenwijk te ontwikkelen buiten de muren, en die zone vormt nu de historische kern van Victoria. De militaire verdediging van de burcht was al in de 16e eeuw achterhaald, en in 1551 viel een Ottomaanse legermacht Gozo binnen en vernielde de Cittadella. 
Tussen 1599 en 1622 werd een grootscheepse reconstructie van de zuidelijke muren van de Cittadella uitgevoerd, waardoor deze werd omgevormd tot een kruitmagazijn. De noordelijke muren werden intact gelaten, en deze vertonen nog steeds een grotendeels middeleeuwse vorm. De nieuwe vestingwerken werden in latere decennia bekritiseerd, en in de 17e en 18e eeuw werden meermaals plannen gemaakt om de hele citadel te slopen, maar die zijn nooit uitgevoerd.
De Cittadella beleefde een korte militaire actie tijdens de Franse invasie en bezetting in 1798, waarbij het fort zich zonder veel strijd overgaf. Het bleef een militaire installatie totdat deze door de Britten op 1 april 1868 werd ontmanteld.
De Cittadella omvat verschillende kerken en andere historische gebouwen, waaronder de Kathedraal van Maria-Tenhemelopneming die tussen 1697 en 1711 werd gebouwd op de site van een vroegere kerk. 
De citadel is een officieel beschermd stedelijk landschap, en staat sinds 1998 op Malta’s voorlopige lijst van Werelderfgoed van UNESCO. 